# 박병규 (바둑 기사)
박병규(朴炳奎, 1981년 7월 9일 ~ )는 대한민국의 바둑 기사이다.

## 약력
장수영 문하에서 바둑을 배웠으며 1998년 입단했다. 1999년 2단으로 승단하고 제18기 바둑왕전 본선에 진출했다. 2000년 제5기 천원전 본선에 올랐고 2001년 8월, 3단으로 승단했다. 2002년 제6기 SK가스배 신예프로10걸전 5위를 차지하고 2003년 4단으로 승단했으며 제22기 KBS바둑왕전에서 준우승했다. 2004년 제23기 KBS바둑왕전 본선에 진출하고 제1기 전자랜드배 왕중왕전 청룡부 8강에 올랐다. 같은해 10월, 5단을 거쳐 2007년 6단으로 승단했다. 2009년 7단, 2012년 8단으로 승단하고 2014년 제19기 박카스배 천원전 본선 16강에 진출했다. 이후 2014년 7월에 9단으로 승단하였다. 2003년 제22기 KBS바둑왕전에서 준우승을 차지했다.